# La Différence (chanson de Lara Fabian)
Pour les articles homonymes, voir La Différence.
La Différence est une chanson de Lara Fabian sortie en 1997.

## Développement et composition
La chanson a été écrite et composée par Lara Fabian et Rick Allison. Abordant les thèmes de la tolérance et de l'homosexualité, elle est rapidement devenue une chanson phare de la chanteuse.

## Accueil
En 1999, la chanson sort en single en Europe où elle participe au succès de l'album Pure vendu à 2 millions d'exemplaires.
Malgré l'interdiction législative de la propagande homosexuelle ratifiée en 2013 par le président russe Vladimir Poutine, la chanteuse déclare en 2015 continuer d'inclure la chanson lors de ses concerts en Russie afin de « passer ses valeurs au travers de la musique ».
En 2019, Lara Fabian révèle que la chanson lui a valu des menaces « sévères » et une « énorme » amende lors de sa dernière tournée en Russie,. Elle ajoute toutefois être prête à retirer le titre de son répertoire afin de pouvoir continuer à se produire en Russie et y maintenir un lien avec son public.

## Classements
| Classement (1999)                       | Meilleure position |
| --------------------------------------- | ------------------ |
| Belgique (Wallonie Ultratop 50 Singles) | 11                 |
| France (SNEP)                           | 10                 |